# Amadou Ousmane
Amadou Ousmane (* 1. Januar 1948 in Tibiri; † 16. Oktober 2018 in Niamey) war ein nigrischer Journalist und Schriftsteller.

## Leben
Amadou Ousmane stammte von den traditionellen Herrschern von Aréoua ab, die ihre Ursprünge auf das Reich Bornu zurückführen. Er begann mit 18 Jahren als Journalist zu arbeiten und schloss in Paris entsprechende Ausbildungen am Centre de formation des journalistes und am Institut français de presse ab. Er schrieb für die vom nigrischen staatlichen Office National d’Édition et de Presse (ONEP) herausgegebene Tageszeitung Le Sahel und deren Wochenmagazin Sahel Dimanche (die beide anfangs noch unter anderen Namen erschienen) und schuf beliebte Kolumnen wie la lettre d’Aïcha und les propos d’Arbi. Zudem war er als Gerichtsreporter tätig.
Nach dem Sturz der Ersten Republik unter Präsident Hamani Diori und der Machtübernahme des Obersten Militärrats im Jahr 1974 machte der neue Staatschef Seyni Kountché Amadou Ousmane zu seinem persönlichen Presseattaché. Ousmane veröffentlichte 1977 seinen ersten Roman 15 ans, ça suffit !, in dem er – nicht ohne propagandistischen Impetus – die Korruption während der Ersten Republik anklagte. Der Roman wurde unter dem Titel Pétanqui von Kozoloa Yéo verfilmt. Ousmanes nächste literarische Veröffentlichungen, der Roman Le nouveau juge (1985) und die Geschichtensammlung Chronique judicaire (1987), waren direkt von seinen Erlebnissen als Gerichtsreporter geprägt. Nach Kountchés Tod 1987 wirkte Amadou Ousmane für kurze Zeit als Presseattaché an der Botschaft Nigers in Paris und als Kommunikationsberater für den von 1991 bis 1993 amtierenden Übergangspremierminister Amadou Cheiffou. In seinen Romanen L’honneur perdu (1993) und Le témoin gênant (1994) beschäftigte er sich mit den aktuellen Demokratisierungsprozessen in Niger. Schließlich wurde er 1995 zum Generaldirektor des ONEP bestellt.
Durch einen Militärputsch kam 1996 der Offizier Ibrahim Baré Maïnassara an die Macht. Ousmane verglich Maïnassara und den ihn faszinierenden Kountché in seinem Essay L’Itinéraire (1996) und wurde zum stellvertretenden Kabinettschef der Regierung Maïnassaras ernannt. Ferner wirkte er als Generaldirektor der nigrischen Presseagentur Agence Nigérienne de Presse (ANP), arbeitete als selbstständiger Kommunikationsberater und schrieb für ausländische Printmedien, so lange Zeit unter dem Pseudonym Ali Biyo für das Magazin Jeune Afrique. Maïnassara starb 1999 und Amadou Ousmanes weitere Laufbahn gestaltete sich zunehmend international. Er arbeitete als Kommunikationsbeauftragter für das National Democratic Institute for International Affairs, anfangs in Niger, später in Burundi. Er übernahm die Leitung der Publikationsabteilung der Mission der Vereinten Nationen in Burundi, gefolgt von seiner Tätigkeit als Sprecher des Integrierten Büros der Vereinten Nationen in Burundi. Im Jahr 2011 trat er bei den Vereinten Nationen in den Ruhestand. Danach ging Ousmane im Auftrag der Afrikanischen Entwicklungsbank nach Togo, um schließlich, zurück in Niger, bis 2013 als Berater für den Präsidenten der Nationalversammlung Hama Amadou zu arbeiten.
Amadou Ousmane starb am 16. Oktober 2018 im Alter von 70 Jahren und wurde auf dem Muslimischen Friedhof von Yantala in Niamey bestattet.

## Werke
- 15 ans, ça suffit ! Nouvelles Editions Africaines, Dakar 1985, ISBN 2-7236-0964-2 (Erstausgabe: Imprimerie Nationale du Niger, Niamey  1977).
- Le nouveau juge. Nouvelles Editions Africaines, Dakar 1985.
- Chronique judicaire. Imprimerie Nationale du Niger, Niamey 1987.
- L’honneur perdu. Nouvelle Imprimerie du Niger, Niamey 1993.
- Le témoin gênant. MEDIS, Niamey 1994.
- Amadou Ousmane présente Ibrahim Baré Maïnassara : l’Itinéraire. Niamey 1996.
- Kountché par ses proches. Nouvelle Imprimerie du Niger, Niamey 1997.

## Ehrungen
- Kommandeur des Nationalordens Nigers (posthum)[7]
- Kommandeur des Verdienstordens Nigers
- Ritter des Ordre du Mono (Togo)[2]